# Флорес Маркес, Эмилио
Эмилио Флорес Маркес (исп. Emilio Flores Márquez; 8 августа 1908, Каролина, Пуэрто-Рико — 12 августа 2021, Трухильо-Альто, Пуэрто-Рико) — пуэрто-риканский супердолгожитель. С 24 сентября 2020 года до своей смерти он носил титул старейшего живущего мужчины земли. Также, он входит в топ-20 старейших мужчин за всю историю.

## Биография
Эмилио Флорес Маркес родился в Каролине, Пуэрто-Рико, 8 августа 1908 года. Среди своих 11 братьев и сестёр он был вторым по старшинству.
В возрасте около 10 лет он начал помогать своему отцу выращивать на семейной ферме сахарный тростник. Он также возил сахарный тростник в вагонах, получая за это 1,12 доллара в день.
Как старший ребёнок в семье (его старшая сестра умерла ещё в детстве) он отвечал за выполнение многих домашних дел, а также заботился о своих 9 младших братьях и сёстрах.
В возрасте 101 года Эмилио перенёс операцию по имплантации кардиостимулятора. Хотя он почти потерял слух, он всё равно продолжал наслаждаться жизнью.
Когда его спросили о его секрете долголетия, он ответил: «Мой отец воспитал меня в любви и научил любить всех вокруг. Он научил меня и моих братьев и сестёр делать добро и делиться им».
30 июня 2021 года после его верификации он официально был признан Книгой рекордов Гиннесса старейшим живущим мужчиной Земли. После смерти 112-летнего Роберта Уэйтона из Великобритании Эмилио изначально считали старейшим живущим мужчиной в мире. Однако последующее подтверждение Томаса Пиналеса Фигеро из Доминиканской Республики означало, что он официально стал старейшим живущим мужчиной только после смерти Томаса 24 сентября 2020 года.
Умер Эмилио Флорес Маркес 12 августа 2021 года в Трухильо-Альто, Пуэрто-Рико в возрасте 113 лет, 4 дней. На момент своей смерти он оставался 19-м старейшим мужчиной в истории.
После его смерти старейшим живущим мужчиной мира стал Сатурнино де ла Фуэнте Гарсия.

## Личная жизнь
Эмилио был женат на Андреа Перес де Флорес (1918—2010). У пары было четверо детей. Брак продлился 75 лет, пока не умерла Андреа.

## Долголетие в его семье
В его семье также были долгожители. Его младшая сестра Хоакина Флорес Маркес (1916—2018) прожила 102 года, а его брат Мигель Флорес Маркес (1920—2017) умер за два месяца до своего 97-летия.

## Рекорды долголетия
Верифицирован 30 июня 2021 года.
- 3 апреля 2018 года после смерти Анджелино Ривера стал старейшим живущим жителем Пуэрто-Рико.
- 8 августа 2020 года стал 43-м мужчиной в истории, отпраздновавшим 112-летие.
- 24 сентября 2020 года, после смерти Томаса Пиналеса Фигеро, стал старейшим живущим мужчиной.
- 9 февраля 2021 года он стал третьим старейшим человеком Пуэрто-Рико за всю историю, обогнав по возрасту Марию Колон.
- 21 июля 2021 года вошёл в топ-20 старейших мужчин за всю историю, обогнав по возрасту Антонио Тодде.
- 8 августа 2021 года он стал 19-м мужчиной в истории, отпраздновавшим 113-летие.

Эмилио Флорес Маркес являлся последним живущим мужчиной, родившимся в 1908 году.